# L.A.M.F.
『L.A.M.F.』は、ジョニー・サンダース&ザ・ハートブレイカーズが1977年に発表した、同名義では唯一のスタジオ・アルバム。

## 背景
元ニューヨーク・ドールズのサンダースとジェリー・ノーランは、リチャード・ヘル（ベース）と共に「ジョニー・サンダース&ザ・ハートブレイカーズ」を結成するが、ヘルは短期間で脱退してビリー・ラス（ベース）とウォルター・ルー（ギター）を迎え、1976年秋にはイギリスでセックス・ピストルズ、ザ・クラッシュ、ダムドと共に「アナーキー・ツアー」に参加した。そして、バンドはトラック・レコードとの契約を得て本作のレコーディングを行うが、バンド側は本作のミキシングに関して不満を抱いていた。
アルバム・タイトルは「Like a Mother Fucker」の略である。「チャイニーズ・ロックス」はラモーンズのディー・ディー・ラモーンが提供した曲（ザ・ハートブレイカーズの元メンバーのリチャード・ヘルが作詞に協力した）で、ラモーンズのヴァージョンは1979年に録音され、アルバム『エンド・オブ・ザ・センチュリー』に収録された。

## 評価
Brian Flotaはオールミュージックにおいて5点満点中4点を付け「過去の所属バンドであるニューヨーク・ドールズに加えて、チャック・ベリー、キース・リチャーズ、ラモーンズ、それにヘロインからの影響も取り入れられており、ジャンキーの悪ふざけが見事にレコード化されている」と評している。『NME』誌が2013年に選出した「オールタイム・グレイテスト・アルバム500」では396位にランク・イン。

## リイシュー
1984年にはサンダース自身とトニー・ジェイムズによるリミックスが行われ、オリジナルLPとは選曲や曲順が異なるアルバム『LAMF〜復活』（日本盤再発CDのタイトルは『L.A.M.F.リヴィジテッド』）として発売された。サンダースおよびノーランの没後の1994年には、ジャングル・レコード監修によるリマスターCDが発売された。また、2020年には共同プロデューサーのダニエル・セクンダが所有していた、ミキシング前のオリジナル・マスター・テープが発見され、翌2021年にはオリジナル・マスターを元にしたディスク1と、デモ音源などを収録したディスク2から成る『L.A.M.F.〜最終版ファウンド・マスター』が発売された。

## 収録曲
特記なき楽曲はジョニー・サンダース作。

### オリジナルLP
1. ボーン・トゥ・ルーズ - "Born to Lose" - 3:01
2. ベイビー・トーク - "Baby Talk" - 2:20
3. オール・バイ・マイセルフ - "All By Myself" (Walter Lure, Jerry Nolan) - 2:50
4. アイ・ウォナ・ビー・ラヴド - "I Wanna Be Loved" - 2:31
5. イッツ・ノット・イナフ - "It's Not Enough" - 4:01
6. チャイニーズ・ロックス - "Chinese Rocks" (Dee Dee Ramone, Richard Meyers) - 2:52
7. ゲット・オフ・ザ・フォン - "Get Off the Phone" (W. Lure, J. Nolan) - 1:58
8. パイレート・ラヴ - "Pirate Love" - 3:54
9. ワン・トラック・マインド - "One Track Mind" (W. Lure, J. Nolan) - 2:33
10. アイ・ラヴ・ユー - "I Love You" - 2:21
11. ゴーイング・ステディ - "Goin' Steady" - 2:42
12. レット・ゴー - "Let Go" (J. Thunders, J. Nolan) - 2:23

### 『LAMF〜復活』（1984年）
下記の曲目は1996年再発CD 『L.A.M.F.リヴィジテッド』(TECW-20267)に準拠。1984年のLPは「オール・バイ・マイセルフ」を除く13曲入りだった。
1. ワン・トラック・マインド - "One Track Mind" (W. Lure, J. Nolan)
2. アイ・ウォナ・ビー・ラヴド - "I Wanna Be Loved"
3. パイレート・ラヴ - "Pirate Love"
4. レット・ゴー - "Let Go" (J. Thunders, J. Nolan)
5. ドゥ・ユー・ラヴ・ミー - "Do You Love Me" (Gordy Jr)
6. キャント・キープ・マイ・アイズ・オン・ユー - "Can't Keep My Eyes On You" (W. Lure, J. Nolan)
7. ゲット・オフ・ザ・フォン - "Get Off the Phone" (W. Lure, J. Nolan)
8. オール・バイ・マイセルフ - "All By Myself" (W. Lure, J. Nolan)
9. チャイニーズ・ロックス - "Chinese Rocks" (D. D. Ramone, R. Meyers)
10. ベイビー・トーク - "Baby Talk"
11. ゴーイング・ステディ - "Going Steady"
12. イッツ・ノット・イナフ - "It's Not Enough"
13. アイ・ラヴ・ユー "I Love You"
14. ボーン・トゥ・ルーズ - "Born to Lose"

### 1994年リマスターCD (The Lost '77 Mixes)
ディスク1は、オリジナルLPの曲順に準じた12曲の後に「キャント・キープ・マイ・アイズ・オン・ユー」と「ドゥ・ユー・ラヴ・ミー」を追加した14曲入りで、「チャイニーズ・ロックス」のミュージック・ビデオも含むエンハンスト仕様となった。

#### ボーナス・ディスク
1. "Born to Lose (Essex Studios demo)"
2. "Chinese Rocks (Essex Studios demo)" (D. D. Ramone, R. Meyers)
3. "Let Go (Essex Studios demo)" (J. Thunders, J. Nolan)
4. "Goin' Steady (backing track)"
5. "Baby Talk (backing track)"
6. "Pirate Love (backing track)"
7. "Born to Lose (backing track)"
8. "Chinese Rocks" (backing track) (D. D. Ramone, R. Meyers)
9. "Do You Love Me? (Ramport Studio outtake)" (Gordy Jr)
10. "Can't Keep My Eyes on You (live)" (W. Lure, J. Nolan)
11. "Get Off the Phone (alternate mix)" (W. Lure, J. Nolan)
12. "All by Myself (alternate mix)" (W. Lure, J. Nolan)
13. "It's Not Enough (alternate mix)"
14. "One Track Mind (alternate mix)" (W. Lure, J. Nolan)
15. "Too Much Junkie Business (demo)" (J. Thunders, W. Lure)
16. "London Boys (demo)" (J. Thunders, W. Lure, B. Rath)

### 『L.A.M.F.〜最終版ファウンド・マスター』
曲順は1994年リマスターCDと同様、オリジナルLPの曲順に準じた12曲の後に「キャント・キープ・マイ・アイズ・オン・ユー」と「ドゥ・ユー・ラヴ・ミー」を追加した14曲入りである。

#### ボーナス・ディスク
1. "Born to Lose (Chris Stamp single mix)"
2. "Chinese Rocks (Chris Stamp single mix)" (D. D. Ramone, R. Meyers)
3. "Born Too Loose (Essex Studio demo, Feb. '77)"
4. "Chinese Rocks (Essex Studio demo, Feb. '77)" (D. D. Ramone, R. Meyers)
5. "Let Go (Essex Studio deo, Feb. '77)" (J. Thunders, J. Nolan)
6. "I Love You (Jay Nap Studio demo, 1976)"
7. "It's Not Enough (Jay Nap Studio demo, 1976)"
8. "Do You Love Me (Jay Nap Studio demo, 1976)" (Gordy Jr)
9. "Take a Chance (Jay Nap Studio demo, 1976)"
10. "Born to Lose (Jay Nap Studio demo, 1976)"
11. "I Wanna Be Loved (SBS Studio demo, Jan. '76)"
12. "Going Steady (SBS Studio demo, Jan. '76)"
13. "Flight (SBS Studio demo, Jan. '76)"
14. "Pirate Love (SBS Studio demo, Jan. '76)"
15. "Give Her a Great Big Kiss (Riverside Studio demo, Dec. 1977)"
16. "Too Much Junkie Business (Riverside Studio demo, Dec. 1977)" (J. Thunders, W. Lure)
17. " London Boys (Riverside Studio demo, Dec. 1977)" (J. Thunders, W. Lure, B. Rath)
18. "Can't Keep My Eyes on You (live)" (W. Lure, J. Nolan)

## カヴァー
- ボーン・トゥ・ルーズ
  - シド・ヴィシャス - 没後発表のライブ・アルバム『シド・シングス』（1979年）に収録。
  - プライマル・スクリーム - 2002年録音・2003年発表のライブ・アルバム『ライヴ・イン・ジャパン』に収録[7]。
- アイ・ウォナ・ビー・ラヴド
  - デモリション23.（英語版） - アルバム『Demolition 23.』（1994年）に収録[8]。
- イッツ・ノット・イナフ
  - プライマル・スクリーム - シングル「ドールズ（スウィート・ロックンロール）」（2006年）のカップリング曲として発表[9]。

## 参加ミュージシャン
- ジョニー・サンダース - ボーカル、ギター
- ウォルター・ルー - ギター、ボーカル
- ビリー・ラス - ベース
- ジェリー・ノーラン - ドラムス